# Аррас-ан-Лавдан
Арра́с-ан-Лавда́н (фр. Arras-en-Lavedan, окс. Arràs) — коммуна во Франции, находится в регионе Юг — Пиренеи. Департамент — Верхние Пиренеи. Входит в состав кантона Окён. Округ коммуны — Аржелес-Газост.
Код INSEE коммуны — 65029.

## География

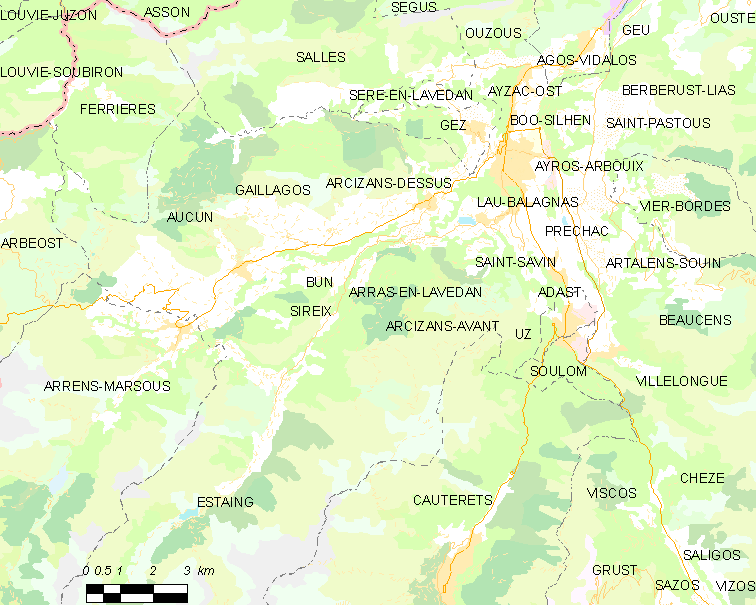
Карта коммуны

Коммуна расположена приблизительно в 680 км к югу от Парижа, в 145 км юго-западнее Тулузы, в 31 км к юго-западу от Тарба.
На востоке коммуны протекает река Гав д’Азён.

## Климат
Климат умеренно-океанический с солнечной тёплой погодой и обильными осадками на протяжении практически всего года.

## Население
Население коммуны на 2010 год составляло 527 человек.
| 1962 | 1968 | 1975 | 1982 | 1990 | 1999 | 2010 |
| ---- | ---- | ---- | ---- | ---- | ---- | ---- |
| 449  | 455  | 402  | 418  | 418  | 456  | 527  |

## Администрация
| Период | Период | Фамилия      | Партия       | Примечания |
| ------ | ------ | ------------ | ------------ | ---------- |
| 2001   | 2008   | Жан-Пьер Пра | беспартийный |            |
| 2008   | 2014   | Эли Пюшё     | беспартийный |            |
| 2014   | 2020   | Шарль Легран |              |            |

## Экономика
В 2010 году среди 333 человек трудоспособного возраста (15—64 лет) 250 были экономически активными, 83 — неактивными (показатель активности — 75,1 %, в 1999 году было 74,2 %). Из 250 активных жителей работали 232 человека (123 мужчины и 109 женщин), безработных было 18 (7 мужчин и 11 женщин). Среди 83 неактивных 33 человека были учениками или студентами, 27 — пенсионерами, 23 были неактивными по другим причинам.

## Достопримечательности
- Церковь XII века. Исторический памятник с 1979 года[4]

## Фотогалерея

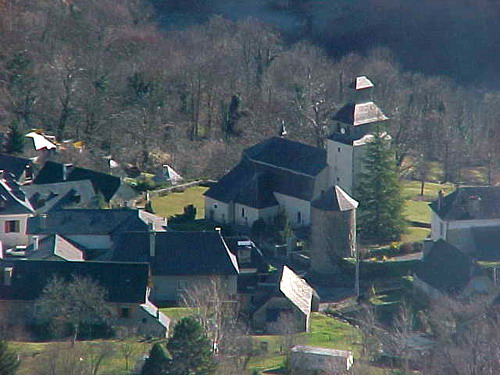
Аррас-ан-Лавдан
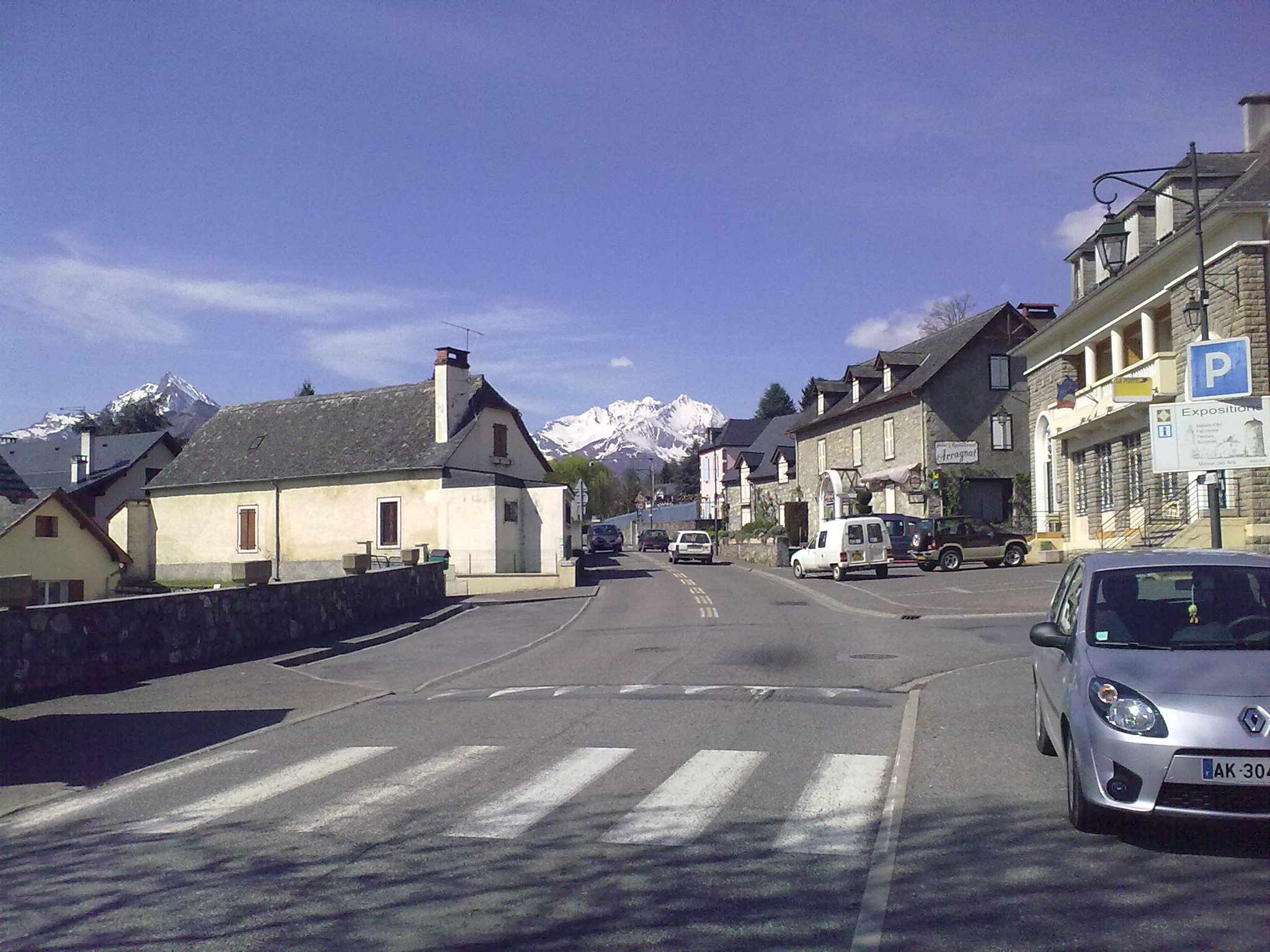
Аррас-ан-Лавдан
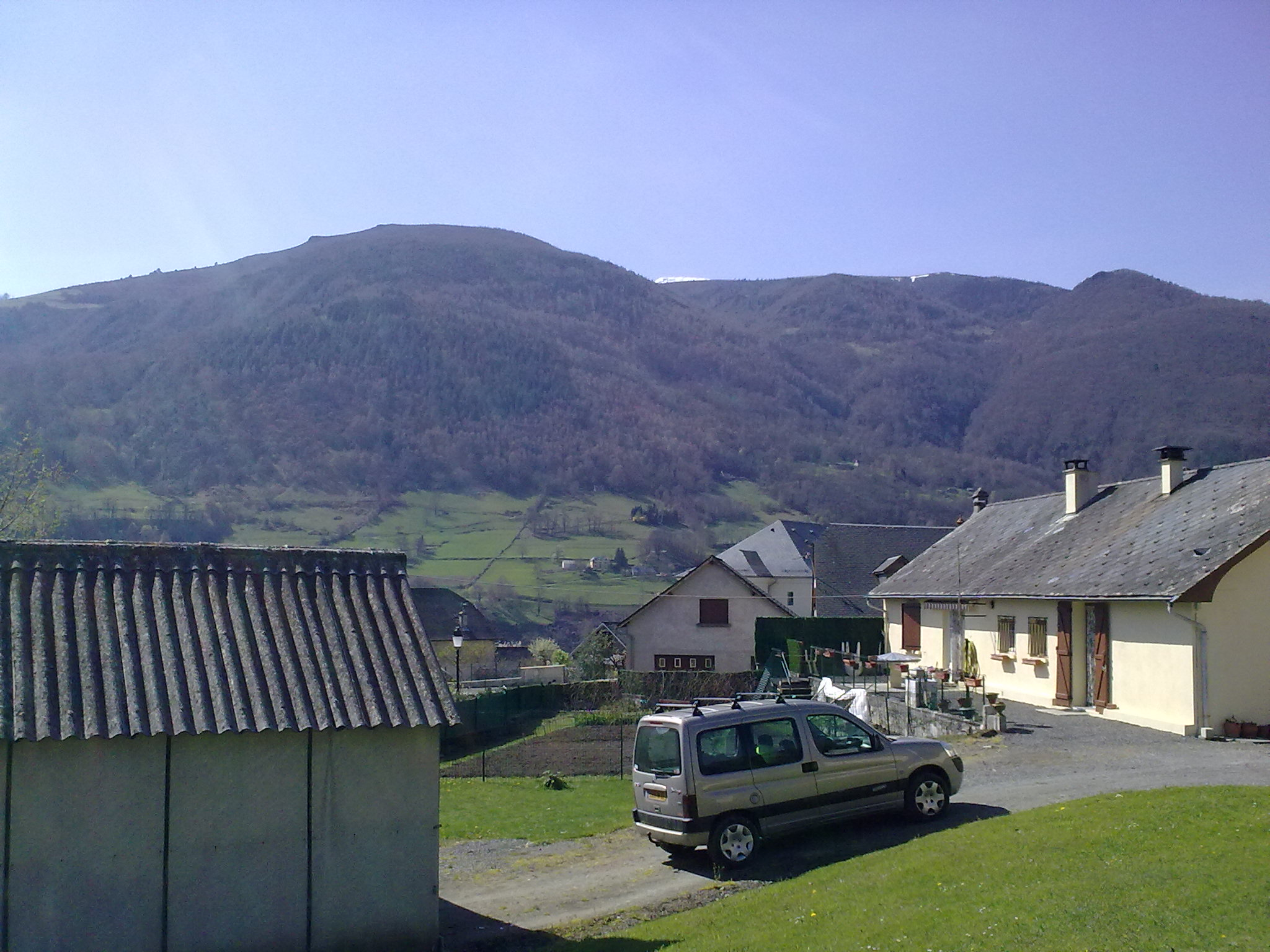
Аррас-ан-Лавдан
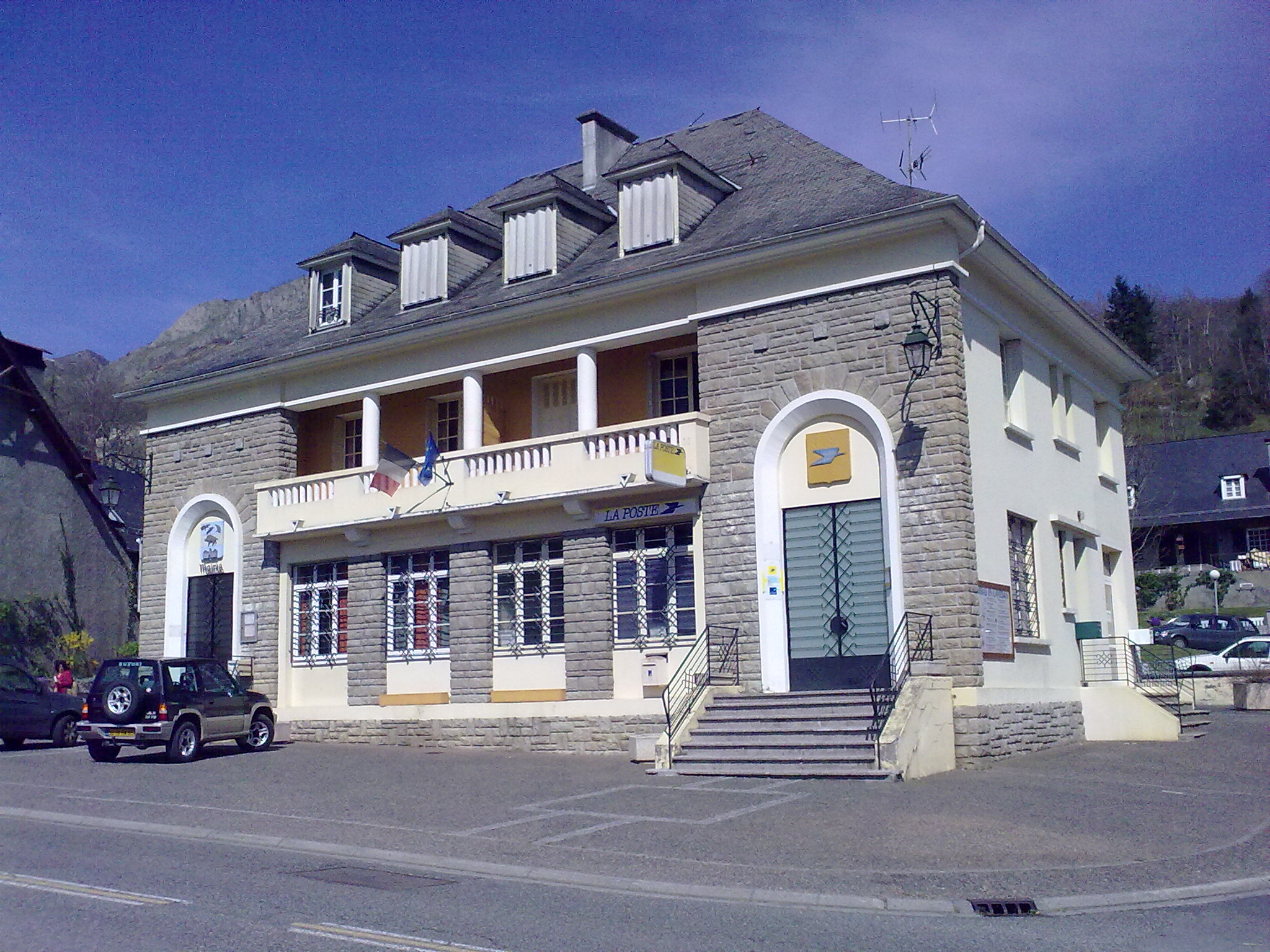
Мэрия
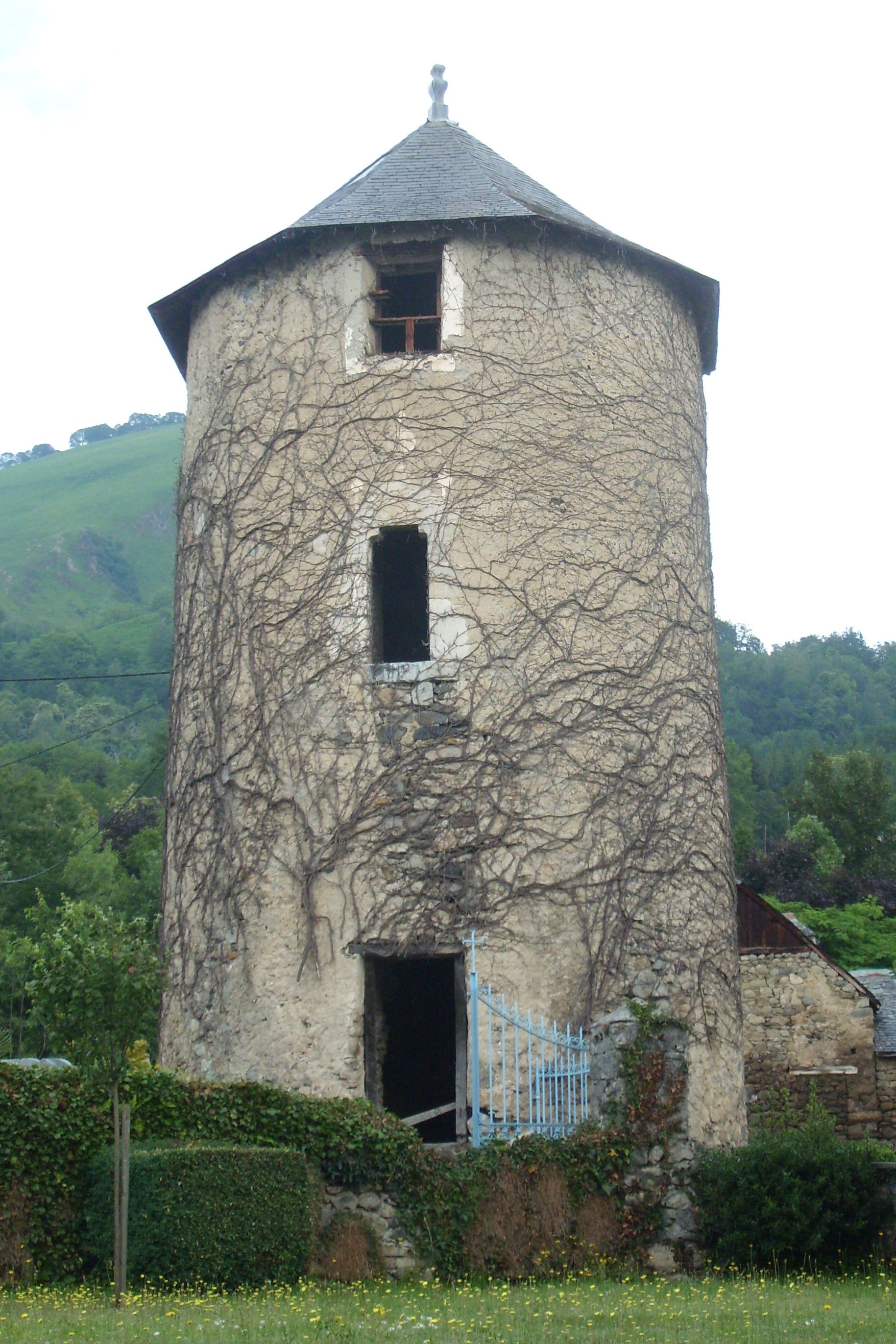
Башня